# Vzhodni Kozjak
Vzhodni Kozjak este o arie protejată (arie specială de conservare — SAC, sit de importanță comunitară — SCI) din Slovenia întinsă pe o suprafață de 1.694,15 ha, integral pe uscat.

## Localizare
Centrul sitului Vzhodni Kozjak este situat la coordonatele 46°38′27″N 15°21′47″E / 46.6409°N 15.3631°E.

## Înființare
Situl Vzhodni Kozjak a fost declarat sit de importanță comunitară în aprilie 2013 pentru a proteja 6 specii de animale. Situl a fost protejat și ca arie specială de conservare în aprilie 2015.

## Biodiversitate
Situată în ecoregiunea continentală, aria protejată conține 1 habitat natural: Pajiști cu Molinia pe soluri calcaroase, turboase sau argilos-nămoloase (Molinion caeruleae).
La baza desemnării sitului se află mai multe specii protejate:
- amfibieni (1): izvoraș-cu-burta-galbenă (Bombina variegata)
- nevertebrate (5): Austropotamobius torrentium, fluturele-tigru (Callimorpha quadripunctaria), Cordulegaster heros, fluturele auriu (Euphydryas aurinia), fluturele flitirar (Euphydryas maturna)